# Campionato francese di rugby a 15 1994-1995
Il Campionato francese di rugby a 15 1994-1995  è stato vinto per il secondo anno consecutivo dallo Tolosa che ha battuto in finale il Castres, ottenendo così il suo dodicesimo titolo. Nello stesso anno ha conquistato anche il Challenge Yves du Manoir.

## Formula
Come negli anni precedenti vede al via 32 squadre divise in 4 gironi di 8 squadre. Le prime 4 sono qualificate alla fase successiva, denominata "Top 16"
L'unica differenza è che sono previste 12 retrocessioni, vista la riduzione a 20 squadre della prima divisione per l'anno successivo.
Il "Top 16", prevedeva 4 gironi di 4 squadre, con le prime due di ogni girone qualificate per i quarti di finale.
La stagione vede al via 4 squadre "neopromosse" Châteaurenard, Saint-Paul lès Dax, Cannes et US Tyrosse.
Retrocederanno: Auch, Châteaurenard, SC Graulhet, CA Périgueux, Stadoceste tarbais, Saint-Paul les Dax, Biarritz olympique, Avernir Valence, Cannes, Stade bordelais, Stade dijonnais et US Tyrosse.

## Fase preliminare
Le prime quattro di ogni girone qualificate per il "top 16"
|  | Squadra       | PT |
|  | ------------- | -- |
|  | Perpignan     | 35 |
|  | Tolosa        | 33 |
|  | Narbonne      | 32 |
|  | Montpellier   | 32 |
|  | Auch          | 30 |
|  | Graulhet      | 22 |
|  | Châteaurenard | 22 |
|  | Périgueux     | 18 |

|  | Squadra               | PT |
|  | --------------------- | -- |
|  | Brive                 | 34 |
|  | Bourgoin-Jallieu      | 33 |
|  | Racing club de France | 32 |
|  | Castres               | 31 |
|  | Nice                  | 31 |
|  | Montferrand           | 29 |
|  | Tarbes                | 22 |
|  | Saint-Paul            | 16 |

|  | Squadra          | PT |
|  | ---------------- | -- |
|  | Dax              | 34 |
|  | Bègles-Bordeaux  | 34 |
|  | Agen             | 32 |
|  | Nimes            | 30 |
|  | Biarritz         | 29 |
|  | Pau              | 27 |
|  | Avenir valencien | 21 |
|  | Cannes           | 17 |

|  | Squadra         | PT |
|  | --------------- | -- |
|  | Grenoble        | 33 |
|  | Rumilly         | 32 |
|  | Tolone          | 32 |
|  | Colomiers       | 30 |
|  | Stade bordelais | 30 |
|  | Bayonne         | 28 |
|  | Digione         | 23 |
|  | Tyrosse         | 16 |

## Top 16
Le prime due di ogni girone ammesse ai quarti di finale
|  | Squadra               | PT |
|  | --------------------- | -- |
|  | Perpignan             | 16 |
|  | Bègles-Bordeaux       | 14 |
|  | Racing club de France | 9  |
|  | Colomiers             | 8  |

|  | Squadra | PT |
|  | ------- | -- |
|  | Tolosa  | 17 |
|  | Tolone  | 14 |
|  | Brive   | 11 |
|  | Nimes   | 6  |

|  | Squadra     | PT |
|  | ----------- | -- |
|  | Dax         | 16 |
|  | Castres     | 14 |
|  | Rumilly     | 10 |
|  | Montpellier | 8  |

|  | Squadra          | PT |
|  | ---------------- | -- |
|  | Bourgoin-Jallieu | 14 |
|  | Agen             | 13 |
|  | Narbonne         | 12 |
|  | Grenoble         | 9  |

## Play off
| QUARTI DI FINALE |   |        |       |
| Tolosa           | - | Agen   | 19-6  |
| Bourgoin         | - | Begles | 26-12 |

| in grassetto le qualificate |   |           |       |
| Castres                     | - | Perpignan | 12-12 |
| Tolone                      | - | Dax       | 23-8  |

| SEMIFINALI |   |          |       |
| Tolosa     | - | Bourgoin | 16-10 |

| in grassetto le qualificate |   |        |       |
| Castres                     | - | Tolone | 18-13 |

## Finale
| Parigi 6 maggio 1995 | Tolosa     | 31 – 16 | Castres | Parc des Princes |
| \| \| \| \| \| Ougier \| mt \| Séguier \| \| Deylaud \| tr \| Savy \| \| Deylaud 7 \| c.p. \| Savy 2 \| \| Deylaud \| drop \| Rui \| \| Christian Califano, Patrick Soula, Claude Portolan, Hugues Miorin, Franck Belot, Didier Lacroix, Régis Sonnes, Albert Cigagna, Jérôme Cazalbou, Christophe Deylaud, David Berty, Thomas Castaignède, Philippe Carbonneau, Émile N'Tamack, Stéphane Ougier Sostituti : Eric Artiguste, Richard Castel \| Formazioni \| Laurent Toussaint, Christian Batut, Thierry Lafforgue, Guy Jeannard, Jean-François Gourragne, José Diaz, Gilbert Pages, Jean-Philippe Swiadek, Frédéric Séguier, Francis Rui, Christophe Luscqiaud, Jean-Marc Aué, Alain Hyardet, Philippe Escalle, Cyril Savy Sostituti : Christophe Urios, Colin Gaston \| |            | |         |                  |
| |            | |         |                  |
| Ougier | mt         | Séguier |         |                  |
| Deylaud | tr         | Savy |         |                  |
| Deylaud 7 | c.p.       | Savy 2 |         |                  |
| Deylaud | drop       | Rui |         |                  |
| Christian Califano, Patrick Soula, Claude Portolan, Hugues Miorin, Franck Belot, Didier Lacroix, Régis Sonnes, Albert Cigagna, Jérôme Cazalbou, Christophe Deylaud, David Berty, Thomas Castaignède, Philippe Carbonneau, Émile N'Tamack, Stéphane Ougier Sostituti : Eric Artiguste, Richard Castel | Formazioni | Laurent Toussaint, Christian Batut, Thierry Lafforgue, Guy Jeannard, Jean-François Gourragne, José Diaz, Gilbert Pages, Jean-Philippe Swiadek, Frédéric Séguier, Francis Rui, Christophe Luscqiaud, Jean-Marc Aué, Alain Hyardet, Philippe Escalle, Cyril Savy Sostituti : Christophe Urios, Colin Gaston |         |                  |